# رود پیوکشنگا
رود پیوکشنگا (انگلیسی: Pukshenga) یک رودخانه در استان آرخانگلسک کشور روسیه است.